# بكاري فوفانا
بكاري فوفانا (بالفرنسية: Bakary Fofana)‏ (مواليد 20 أكتوبر 1966) هو ملاكم إفواري، مثّل بلاده في الألعاب الأولمبية الصيفية في دورتي 1984 و1988.

## روابط خارجية
بكاري فوفانا على موقع أوليمبيديا (الإنجليزية)